# Malanje (provins)
Malanje er en provins i Angola. Den har et areal på 97.602 km2
og et befolkningstal på 986.363 (2014) indbyggere. Malanje er hovedbyen i provinsen.

## Eksterne links
- angola.org.uk Arkiveret 2. august 2008 hos  Wayback Machine
- Den amerikanske styremagts statistik fra 1988

9°32′00″S 16°21′00″Ø / 9.5333333333333°S 16.35°Ø